# ده تشل دلي تا (لوداب)
ده تشل دلي تا (بالفارسية: ده چل دلی‌تا) هي قرية تقع في إيران في قسم لوداب الريفي. يقدر عدد سكانها بـ 55 نسمة .